# Гуттет-Фешель
Гуттет-Фешель (нім. Guttet-Feschel) — громада  в Швейцарії в кантоні Вале, округ Лойк.

## Географія
Громада розташована на відстані близько 75 км на південь від Берна, 26 км на північний схід від Сьйона.
Гуттет-Фешель має площу 10,4 км², з яких на 3,6% дозволяється будівництво (житлове та будівництво доріг), 36,7% використовуються в сільськогосподарських цілях, 27,6% зайнято лісами, 32,2% не є продуктивними (річки, льодовики або гори).

## Демографія
2019 року в громаді мешкало 408 осіб (-8,1% порівняно з 2010 роком), іноземців було 4,9%. Густота населення становила 39 осіб/км².
За віковим діапазоном населення розподілялося таким чином: 16,2% — особи молодші 20 років, 59,3% — особи у віці 20—64 років, 24,5% — особи у віці 65 років та старші. Було 185 помешкань (у середньому 2,2 особи в помешканні).
Із загальної кількості 89 працюючих 15 було зайнятих в первинному секторі, 15 — в обробній промисловості, 59 — в галузі послуг.